# Ministerio de Educación (Cuba)
El Ministerio de Educación de Cuba (MINED) es el organismo encargado de organizar y dirigir el sistema educativo de Cuba. El ministerio existió durante muchos años antes de 1959, pero con el triunfo de la revolución cubana, con la campaña de alfabetización y el posterior incremento de las escuelas públicas, el MINED cobró una mayor fuerza y comenzó a desempeñar un papel decisivo en el país.

## Ministros de Educación (1959-actualidad)
- Armando Hart Dávalos[1] (1959-1965)
- José Llanusa Gobel[1] (1965-1970)
- Belarmino Castilla Mas[1] (1970- noviembre de 1972)
- José Ramón Fernández Álvarez[1] (noviembre 1972-1976)
- Asela de los Santos Tamayo[1] (1976-1984)
- José Ramón Fernández Álvarez[1] (1984-1990)
- Luis Ignacio Gómez Gutiérrez[1] (1990-2008)
- Ena Elsa Velázquez Cobiella[1] (2008-2023)
- Naima Ariatne Trujillo Barreto[1] (2023-Actualidad)